# Andrea Notarachille
Andrea Notarachille (Bari, 1º ottobre 1915 – Condino, 30 giugno 1936) è stato un militare italiano.

## Biografia
Il sergente Allievo Ufficiale Pilota della Regia Aeronautica Andrea Notarachille era nato il 1º ottobre 1915 a Bari, da Nicola, manovale, e Rosa Amoruso residenti a Bari; Conseguì dapprima il brevetto di pilota civile il 13 ottobre 1935 e successivamente, arruolatosi nella Regia Aeronautica e il brevetto di pilota militare il 19 aprile 1936.
Il 30 giugno 1936 durante un'esercitazione con un Romeo Ro.1 bis della 35ª Squadriglia Osservazione Aerea, probabilmente a causa del maltempo si schiantò sulla montagna Grotta Rossa nel comune di Condino (Trento). Nell'incidente morirono il sergente Allievo Ufficiale Pilota della Regia Aeronautica Andrea Notarachille e il tenente osservatore di artiglieria in S.P.E. del Regio Esercito Sante Neri.